# St. Vitus (Eckardtsleben)

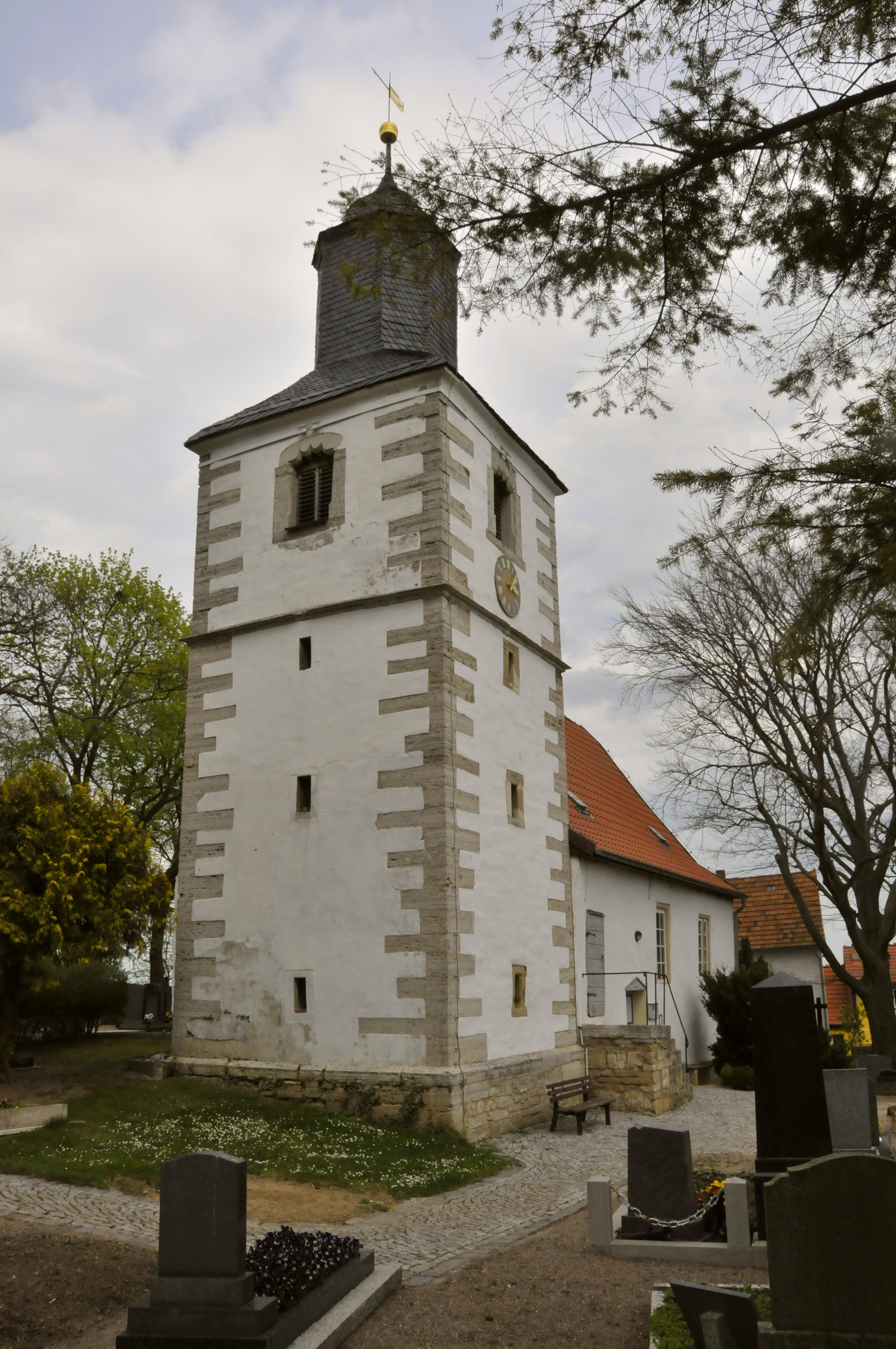
Dorfkirche St. Vitus

Die evangelische Filialkirche St. Vitus steht in Eckardtsleben, einem ein Ortsteil der Stadt Bad Langensalza im Unstrut-Hainich-Kreis in Thüringen.

## Beschreibung
Die romanische Saalkirche wurde 1404 erbaut. In dem mit einem Satteldach bedeckten Kirchenschiff sind Emporen eingebaut. Der Chor hat einen quadratischen Grundriss. Im 16.–18. Jahrhundert erfolgten mehrere Umbauten. Der viergeschossige, verputzte, mit Ecksteinen versehene Kirchturm im Westen hat eine Fluchtlinie mit der Südwand des Kirchenschiffs. Sein Erdgeschoss hat ein Kreuzgratgewölbe. Im vierten Obergeschoss befindet sich hinter Klangarkaden die Glockenstube. Bedeckt ist der Turm mit einem flachen Pyramidendach. 1745 erhielt er einen oktogonalen Aufsatz, gekrönt mit einer welschen Haube.
Die Orgel mit einem Manual, einem Pedal und 8 Registern wurde von Gustav Koch gebaut.